# 土肥米之
土肥 米之（どひ よねゆき、1898年（明治31年）3月20日 - 1990年（平成2年）7月24日）は、日本の内務・警察官僚、弁護士。官選県知事。

## 経歴
広島県出身。第六高等学校を卒業。1921年11月、高等試験行政科試験に合格。1922年、東京帝国大学法学部法律学科を卒業。内務省に入省し三重県属となる。
以後、島根県書記官・警察部長、新潟県書記官・警察部長、北海道庁部長・警察部長、宮城県総務部長、兵庫県書記官・総務部長、大阪府書記官・総務部長、四国地方行政協議会参事官などを歴任。
1942年1月、鳥取県知事に就任。統制経済の円滑な実施、翼賛体制の確立に尽力し、1943年7月に辞職した。1945年4月に愛媛県知事に就任し、戦後の復興に尽力。同年10月27日、知事を依願免本官となり退官。その後、公職追放となった。
戦後は、弁護士、広島県公安委員会委員長、広島地方裁判所福山支部調停委員、広島家庭裁判所福山支部調停委員を務めた。